# Mechi (Timor oriental)
Pour les articles homonymes, voir Mechi.

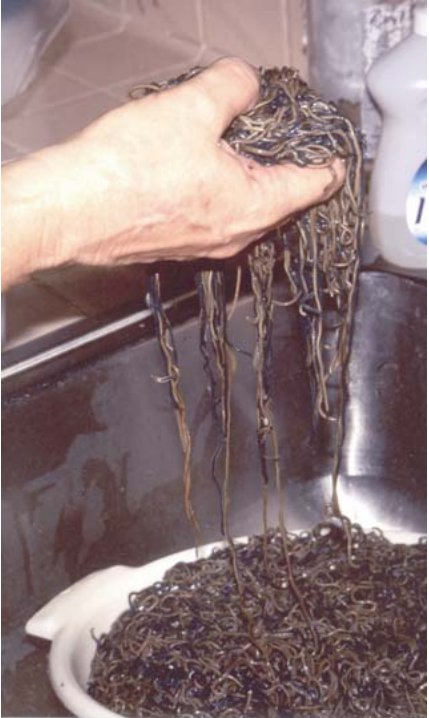
Des Palola viridis.

Mechi est une fête traditionnelle des Fataluku dans la communauté est-timoraise de Lautém, au cours de laquelle les segments sexuels des vers Meci sont collectés lors de leur reproduction. Sur l'île de Lombok a lieu une cérémonie comparable, la Bau Nyale.
Les vers peuvent être cuisinés de différentes façons.